# American Dream (film, 2021)
Pour les articles homonymes, voir American Dream.
Pour plus de détails, voir Fiche technique et Distribution.
American Dream est un thriller policier américain réalisé par Janusz Kamiński et sorti en 2021.

## Fiche technique
- Titre : American Dream[1],[2]
- Réalisation : Janusz Kamiński
- Scénario : Duncan Brantley et Mark Wheaton
- Montage : Paul Martinez
- Musique : Robin Foster
- Photographie : Keith Dunkerley
- Producteurs : Susanne Preissler, Duncan Brantley, Janusz Kamiński, Jessica Beiler et Mark Wheaton
- Société de production : Venice Films
- Sociétés de distribution : Lionsgate
- Pays de production : États-Unis
- Langue originale : anglais
- Genre : thriller, policier
- Durée : 84 minutes
- Dates de sortie :
  - États-Unis : 5 janvier 2021

## Distribution
- Michiel Huisman : Nicky
- Luke Bracey : Scott
- Nick Stahl : Yuri
- Agnieszka Grochowska : Ana
- Samantha Ressler : Brooke